# 林伸一郎
林 伸一郎（はやし しんいちろう, 1950年〈昭和25年〉9月25日 - ）は朝日放送（ABC）元アナウンサー。　

## 人物
高知県高知市出身。
やしきたかじんとは大学の放送部同期で、朝日放送のアナウンサーとなってからも交流があった。また、たかじんの冠番組「たかじんONE MAN」（毎日放送、2003年4月30日放送）のコーナー「対面ショー」で局の垣根を越えて共演している。

## 出演していた番組

### テレビ
報道・情報ワイドショー番組
| 期間         | 期間         | 番組名                 | 役職               |
| ------------ | ------------ | ---------------------- | ------------------ |
| 1982年1月    | 1986年3月    | おはよう朝日土曜日です | 司会               |
| 1986年4月    | 1990年3月    | おはよう朝日です       | 司会               |
| 1994年4月    | 1995年9月    | ワイドABCDE〜す        | 司会               |
| 1998年6月3日 | 1998年6月3日 | おはよう朝日です       | 宮根誠司の代行司会 |

その他
- ヤングプラザ（番組進行）
- こちらABCです（初代司会者）他

### ラジオ
- ABCヤングリクエスト（日曜深夜、木曜）[1]
- 日曜なつメロ大行進（1996年度）
- 林と鈴木・今日は土曜日（土曜朝のワイド番組、鈴木美智子と共演）